# Ирвинг, Николас
Ни́колас И́рвинг (англ. Nicholas Irving, род. 2 ноября 1986, Аугсбург, Германия) — американский писатель и бывший солдат. Является участником Иракских и Афганских войн, бывший снайпер специальных операций 3-го батальона рейнджеров армии США.

## Биография

### Ранние годы
Ирвинг родился 28 ноября 1986 года в Аугсбурге, в семье двух рядовых солдат.

## Карьера

### Военная карьера
Ирвинг присоединился к вооруженным силам США, с желанием присоединиться к морским котикам, но он не прошёл тест на дальтонизм и присоединился к армейским рейнджерам Соединенных Штатов, служа в Ираке и Афганистане.
Ему выдали винтовку SR-25, которую он прозвал — «Грязной Дианой».

### Телевидение
После армии Ирвинг продолжил карьеру в сфере телевидение.
В 2016 году он был одним из четырёх военачальников, которые работали тренерами в реалити-шоу — «Американская выдержка», с рестлерем и актёром — Джоном Синой.
Начиная с августа 2017 года Ирвинг стал постоянным гостем на популярном YouTube-канале об огнестрельном оружии «Demolition Ranch».
Он также появлялся на других каналах YouTube, таких как «LunkersTV» и «Insider».
В 2017 году стал консультантом на съёмочной площадке снайперского фильма «Стена», с участием режиссёра — Даги Лаймана.

### Книги

#### Авторские произведения
В 2015 году написал и опубликовал вместе с Гэри Брозеком «Жнец: автобиография одного из самых смертоносных снайперов спецназа» — бестселлер «New York Times» о своей военной карьере во время войны с террором.
В феврале 2015 года «The Weinstein Company», приобрела телевизионные права на создание мини-сериала по автобиографии.
В марте 2015 года канал — «NBC» снял мини-сериал Вайнштейна.
В конце 2017 года Ирвинг сообщил в подкасте, что мини-сериал был отменён из-за технических причин, но фильм по книге находится в стадии подготовки.

## Личная жизнь
С 2017 года Ирвинг женат на Джессике Ирвинг.

### Документальная литература
- Базовое и среднее боевое выживание (2011)[13].
- Team Reaper: Самая смертоносная снайперская команда 3-го батальона рейнджеров (2012)[14].
- Жнец: автобиография одного из самых смертоносных снайперов спецназа (2015, с Гэри Брозеком)[9][15].
- Путь жнеца: мои величайшие невыразимые миссии и искусство быть снайпером (2016, с Гэри Брозеком)[16].

### Вымышленная литература
- Жнец: Призрачная цель (2018, с Эй Джей Тата)[17].
- Жнец: Нулевая угроза (2019, с Эй Джей Тата)[18].
- Жнец: Удар дрона (2020, с Эй Джей Тата)[19].